# Loveless
Loveless (яп. ラブレス рабуресу) — аніме і сьонен-аї манґа манґаки Юн Кога. На даний момент видавництвом Ichijinsha випущено 12 томів, манга ще продовжує виходити в щомісячному журналі Comic Zero — Sum. Сюжетна лінія розвивається на тлі романтичних гомосексуальних і лесбійських відносин між персонажами у альтернативному фентезійному всесвіті. У Loveless широко використовується англійська мова для імен і назв. У США манґа була ліцензована видавництвом Tokyopop, а 2005-го року — екранізована у вигляді 12-серійного аніме.

## Сюжет
В цілому, світ «Loveless» схожий на реальний, крім деяких винятків: у дітей є котячі вуха на голові і хвіст, які вони втрачають разом з цнотою.
У перший день у своїй новій школі 12-річний хлопчик (Ріцуко) зустрів таємничого молодого чоловіка на ім'я Собі. Він назвався хорошим другом старшого брата Ріцуко, Сеймея, обгорілий труп якого був знайдений два роки тому. З чуток, старшого брата вбила якась організація «Сім Лун», але Собі відмовляється відповідати на всі питання Ріцуко. Ріцуко просить Собі поділити з ним «спогади», але в парку на них нападають двоє молодих людей, яким відомо щось про «Сім Лун».
У дванадцяти серіях Loveless майже немає дорослих, а ті, хто старше п'ятнадцяти — люди, що явно не впоралися з підлітковими проблемами, навіть психолог Ріцуко, а вже що говорити про вчительку, комплексує з приводу своїх «вушок». Що відбувається з дитиною, коли він починає відчувати зміни в собі? Чому всі дорослі раптом здаються небезпечними, і ніхто не розуміє тебе, навіть власні батьки? За мереживами фантастичних битв і павутиною рольової гри прихована давня проблема підліткового віку: криза ідентифікації особи, звикання до нового себе, усвідомлення власного дорослішання і сенсу життя, в якійсь мірі.

### Пари
Під час магічного поєдинку заклинаннями можна захищатися, атакувати або обмежувати свободу супротивника за допомогою створення ланцюгів і нашийників, що заподіюють фізичний біль. Існують також і більш витончені види заклинань, для створення яких використовується магія слів. Після згоди обох сторін на поєдинок йде ініціалізація сцени поєдинку, що спотворює навколишній простір і час. Існує якийсь набір правил для чесних поєдинків, але слідувати їм не обов'язково і їх порушників не переслідує миттєва кара.
Брати участь можна як поодинці, так і парою. У парі розділяються ролі на атакуючого Бійця (англ. Fighter) і на Жертву (англ. Sacrifice), що приймає на себе всі пошкодження в бою. Одинак є і Бійцем, і Жертвою одночасно. Найбільш сильною парою є пара з Бійця і Жертви, які мають на своєму тілі однакове ім'я. Пара з різними іменами вдвічі слабкіше і менш ефективна. Одинак (auto) вчетверо слабкіше, тому в поєдинку одинаки беруть участь тільки в крайніх випадках.
Нічого не відомо про появу імен у новонароджених, але також існують штучно створені люди з наперед визначеним ім'ям і фізичними якостями. Наявність декількох людей з однаковим ім'ям (таких як «Нулі») дозволяє створювати з них будь-які паросполучення.

## Персонажі
- Ріцуко Аоягі (яп. 青 柳 立夏/Аоягі Ріцуко/«зелена верба влітку») — головний герой аніме і манги, 12-річний хлопчик. Ще при народженні Ріцуко було дано ім'я Loveless («Некоханий»). Після похорону брата залишився жити з шаленою матір'ю, яка постійно била його і чинила йому фізичну шкоду. У дитинстві був веселим хлопчиком, популярним у класі, але два роки тому після втрати пам'яті його характер сильно змінився. Ріцуко дуже переживає через свою амнезію, тому відвідує психолога і прагне залишити якомога більше спогадів про себе, постійно фотографуючись з оточуючими. Переконаний гуманіст, що не бажає завдавати фізичну шкоду оточуючим. У парі з Собі є його Жертвою, приймаючою на себе всі пошкодження в бою, тому з волі Собі не бере участі в деяких боях з парами «Зеро» (англ. Zero, нуль). Найнеприємнішою темою розмови для Ріцуко є «любов». Він уникає компліментів і не хоче чути такі фрази, як «Я тебе люблю» або «Ти мені подобаєшся», оскільки не вірить в їх правдивість і не розуміє їх справжнього значення.
- Сейю: — Дзюнко Мінагава
- Собі Агацума (яп. 我 妻 草 灯/Агацума Со:бі) — 20-річний студент, без вушок і хвоста, який вірить, що любов без сексуальних відносин несправжня і неповна. Колишній студент академії для Бійців «Сім лун» (яп. 七 声 学园/Shichisei gokuen), де його особисто тренував директор Ріцу Мінамі. Собі рідкісний «чистий» боєць, тобто боєць, який не має певного імені. «Жертву» для Собі вибрав особисто директор (Ріцу Мінамі), ним став Аоягі Сеймей, який і вирізав своє ім'я («Beloved») на шиї Собі. Разом вони були практично непереможною парою. За наказом Сеймея прагне домогтися довіри Ріцуко. Оточуючі вважають його мазохістом. Будь-якою ціною захищає Ріцуко і підпорядковується йому, але за наказом Сеймея відмовляється розповідати правду про «Сім Лун» і минулого Сеймея. Готовий вбивати кого завгодно, але за наказом Ріцуко залишає ворогів в живих. У парі з Ріцуко є Бійцем, причому непереможним. У бою найкраще використовує слабкі місця в заклинаннях суперників.
- Сейю: — Кацуюкі Конісі

### Сім'я та друзі
- Юйкоу Хаватарі (яп. 羽 渡 唯 子/Хаватарі Юіко) — однокласниця Ріцуко, висока, мила і симпатична дівчина. Трохи дурнувата, але дуже добра і наївна, тому подруги часто використовують її у власних цілях. Саме за їх наказом вона повинна була познайомитися з новим учнем у класі Ріцуко. Той спочатку ставився до Юіко вороже, але потім вони стали справжніми друзями. Як розповідала сама Юн Кога, «вона з'явилася, коли я задумалася яка дівчина може зробити Ріцуко щасливим?» (Інтерв'ю з журналом Pafu, 2005). Юйкоу відмовилася зустрічатися зі своїм однокласником Яеем, сказавши, що не любить невисоких хлопців. Незабаром хлопець зрозумів, що все це не через зростання, а проста відмовка. З часом закохалася в Ріцуко і хоче домогтися від нього взаємності. З самого початку симпатизує Собі, якого вона любить більше за Ріцуко, не розуміючи їх відносин.
- Сейю: — Кана Уеда
- Яйої Сіойрі (яп. 塩 入 弥 生/Сіоірі Яеї) — однокласник Ріцуко і друг Юіко. Юнак з низькою самооцінкою і невисоким соціальним статусом. Закоханий в Юіко і навіть зізнається їй у своїх почуттях, але та відповідає йому відмовою, посилаючись на низький зріст молодої людини. Ревнує Юіко до Ріцуко. Ріцуко вважає Яея іншому Юіко, тому добрий до нього.
- Сейю: Дзюн Фукуяма
- Кіо Кайдо (яп. 海 堂 贵 绪/Каїда: Кіо) — студент, найкращий друг і однокурсник Собі, що живе з ним в одному будинку. Переживає про долю Собі, хоче йому сподобатися. Ревнує до його стосунків з Ріцуко, недолюблюючи залежність Собі від сім'ї Аоягі, але вдячний Ріцуко за те, що той повернув Собі волю до життя. У Кіо є дружина Сіеко і дочка Сікіко, вони з'являються в 10-му томі манги.
- Сейю: — Кен Такеуті
- Хітомі Сінономе яп. 东 云 瞳/Сінономе Хітомі) — молода вчителька Ріцуко. Незважаючи на свої двадцять три роки, все ще є володаркою вушок. Сінономе наївна і турботлива, легко ніяковіє і часто плаче, але намагається стати хорошим учителем і цінує свою професію. Дуже переживає через відносин Ріцуко і його матері, але не знає, як їм допомогти. Не розуміє зв'язку між Собі і Ріцуко, але, очевидно, відчуває до Собі якісь почуття, викликаючи в нього цим тільки роздратування.
- Сейю: — Маміко Ното
- Сеймей Аоягі яп. 青 柳清明/Аоягі Сеімеі) — старший брат Ріцуко, що загинув у нього на очах за дивних обставин. Вбивці спалили тіло, так що труп насилу вдалося впізнати. Ріцуко дуже хоче знайти вбивць Сеймея, а також дізнатися про його минуле, через що постійно допитує Собі. Рідкісна «жертва», яка має двох Бійців Акаме НІСЕ (що носить ім'я «Beloved») і Агацума Собі (чистий боєць). Пізніше з'ясовується, що Сеймей не помер, а підстроїв видимість своєї смерті, щоб сховатися від «Сімох Лун».
- Сейю: — Кен Наріта
- Мисак Аоягі (яп. 青 柳 美 咲/Аоягі Мисаки) — мати Ріцуко і Сеймея. Нездорова психічно, у неї іноді бувають галюцинації. Вважає, що Сеймей не помер, а просто «пішов». Дуже жорстока до Ріцуко через те, що той не може згадати минулого, називає його чужою дитиною і чекає повернення «справжнього» Ріцуко.
- Сейю: — Вакана Ямадзакі
- Кацуко яп. 胜 子/Кацуко — психолог Ріцуко. Симпатизує йому, дуже хоче допомогти. Розуміє, які страждання відчуває Ріцуко через матір, але нічого не може вдіяти.
- Сейю: — Емі Сінохара

### Академія «Семи лун»
- Ріцу Мінамі (яп. 南 律/Мінамі Ріцу) — загадкова особистість. Директор спеціальної школи для Бійців і колишній вчитель Собі. Особисто тренував Собі і вчив його підпорядкування. Вважає, що ідеальні стосунки в парі є відносини виду «господар» «слуга». Ріцу практично завжди незворушний і холоднокровний.
- Сейю: — Такехіто Коясу
- Нана Саотоме (яп. ナナ/Нана) — з'являється в 12-й серії аніме. Саме вона посилає Ріцуко дивне зашифроване повідомлення, яке він отримав від бойової пари «Sleepless». Ріцуко зустрічається з нею під час гри в MMORPG «Wisdom Resurrection». Нана член «Семи Лун», хоча конкретне поле діяльності її не ясне. Добре розбирається в комп'ютерах.
- Сейю: — Ая Хісакава
- Нагіса Саган (яп. 目 渚 /Саган Нагіса) — молода злісна дівчина, займається генетичними експериментами. Саме вона створила бойові пари «Нулів» (і чоловічу, і жіночу), які не відчувають болю. У Нагіси майже немає друзів, за винятком Нани, і велику частину часу вона проводить на самоті. Сильно прив'язана до Ріцу, намагається йому сподобатися, хоча гучно заявляє, що терпіти його не може і бажає йому болісної смерті.
- Сейю: — Санае Кобаясі
- «Нулі» (яп. 零/Дзеро), — або «Зеро» експеримент Нагіси Саган, спроба створити непереможну пару, члени якої не відчувають болю. У результаті були створені дві пари чоловіча й жіноча. Замість загального імені у них фігурує число «0», а наявність кількох людей з однаковим ім'ям дозволяє створювати з них будь-які паросполучення.
- Нацу яп. 奈 津 生\Нацу) — і Едзі (яп. 瑶 二/Едзі) хлопці, друга пара Нулів. Так як вони в якомусь сенсі є дітьми Нагіси, то носять її прізвище «Саган». Вперше з'являються у другому томі манги. Нацу Боєць, юнак з хвилястим волоссям, дуже відданий своїй Жертві і трохи ревнує його до Нагісе. Едзі ровесник Нацу, легковажний і жорстокий, схильний здійснювати страшні вчинки (наприклад вбивство собаки в 6-й серії аніме), втім, він за вдачею не злий і не мстивий.
- Сейю: — Міцукі Сайга
- Едзі (яп. 瑶 二/Едзі) — хлопці, друга пара Нулів. Так як вони в якомусь сенсі є дітьми Нагіси, то носять її прізвище «Саган». Вперше з'являються у другому томі манги. Нацу Боєць, юнак з хвилястим волоссям, дуже відданий своїй Жертві і трохи ревнує його до Нагісе. Едзі ровесник Нацу, легковажний і жорстокий, схильний здійснювати страшні вчинки (наприклад вбивство собаки в 6 серії аніме), втім, він за вдачею не злий і не мстивий.
- Сейю: — Хіроюкі Есіно
- Коя Сакагамі (яп. 坂 上 江 夜/Сакагамі Ко: я) — дівчата, перша пара «Нулів», хоча з'являється в манзі пізніше Нацу і Едзі. Коя і Ямато вважали себе єдиними існуючими «Нулями». Так як вони перша така пара, створена Нагісе, в них багато «недоліків», через це Нацу і Еджі називають їх «бабусями». Ім'я (цифра 0) написано у них на грудях. Коя Сакагамі — боєць, холодна і завжди серйозна, зазвичай не показує своїх почуттів, болісно прив'язана до своєї Жертві, носить фальшиві вушка. Ямато, на противагу Кое, весела, життєрадісна і товариська.
- Сейю: — Ріє Кугімія
- Breathless — молода пара, яка навчалася в школі Мінамі Ріцу. Послані, щоб доставити Ріцуко в школу (саме з ними він зустрічається в першій серії аніме). Ім'я Breathless написано на руці у обох. Ай Медзін (яп. 明 神 爱/Аі Меудзін) — Боєць, а Мідорі Араї (яп. 新井 ミドリ/Араї Мідорі) — Жертва.
- Сейю: — Ай — Амі Косімідзу, Мідорі — Такагі Мотокі
- Sleepless — вирушають за Ріцуко після невдачі «Breathless». Учні школи для Бійців Мінамі Ріцу. Кінка (яп. 金华/Кінка) — Боєць, Гінка (яп. 银华/Гінка) — Жертва. Їх імена утворені від слів кін і гін, що означає «золото» і «срібло».
- Сейю: Кінка — Хірокі Такахасі, Гінка — Юї Хоріе

### Члени «Семи Лун»
- Ріцу Мінамі
- Нагіса Саган
- Нана Саотоме
- Мікадо Гомон
- Теся
- Кунугі

### Персонажі манги
- Акаме НІСЕ (яп. 赤 目 二世/Акаме НІСЕ) — реальний боєць Сеймея (Beloved), з'являється в 5-му томі манги. З незрозумілими цілями стежить за Ріцуко за допомогою підслуховуючих пристроїв. Прикидається Сеймеєм, щоб увійти в довіру до Мисак Аоягі, і вмовляє її позбутися Ріцуко: «Убий його і тоді я повернуся». Дуже сильний Боєць, за здібностями рівний Собі. Зарозумілий, самовдоволений, в битві не гребує використовувати найбрудніші прийоми. Нісей і Собі зненавиділи один одного з першого погляду.
- Fearless — не дуже сильна пара, яка бореться з Собі і Ріцуко в 5-му томі манги. Мей Хотарубі (яп. 蛍 火 名/МЕІ Хотарубі) — Боєць, зовсім маленька дівчинка, зовні схожа на хлопчика, навіть ховає під кепкою довге волосся. Зворушливо прив'язана до своєї Жертві. Мімура (яп. 三室/Мімура — Жертва, флегматичний хлопець років двадцяти.
- Накахіра — молода людина, вперше з'являється в 6-му томі манги. Має якесь відношення до справ Сеймея. Більше про неї практично нічого невідомо.
- Bloodless — пара, поставлена проти Собі і Ріцуко в 9-му томі манги. Носять таке ім'я тому, що безкровно закінчують битви, долаючи супротивника не фізично, а впливаючи на підсвідомість. Боєць молода людина на ім'я Юріо (яп. 百合 男/Юріо), Жертва — Ямамото Хідео яп. 山 本 英雄/Хідео Ямамото). У битвах Юріо працює за двох, а Жертва стоїть осторонь. Ямамото ненавидить Юріо, так як замість його справжнього бійця (дівчата по імені Майко), на думку Акаме НІСЕ недостатньо сильного, до нього приставили більш здатного «чистого» Юріо. Ямамото вирізав ім'я «Bloodless» на щоці Юріо.
- Moonless — з'являються в 10-му томі манги. Жертва дівчина на ім'я Мікадо Гомон. Боєць юнак Токіна Фудзівара. Ця пара особливо сильна, коли на небі немає місяця. Мікадо 14 років, і вона є членом «Семи Лун». Раніше була дуже дружна з Сеймеєм, але він зрадив її.
- Faceless — брат і сестра. З'являються в 11 томі манги. Носять ім'я Безликі тому, що ніхто не запам'ятовує їх осіб. Вони бачать справжнє обличчя будь-якої людини. Хацуко Сігеморі — жертва, старша сестра Кеідзі Сігеморі — боєць.

## Манґа
Манґа з 2002-го виходить у манга-журналі Zero Sum (яп. ゼロサム コミックス), який належить видавництву Ichijinsha. Кожен місяць з'являються нові глави манги, потім їх об'єднують і випускають у вигляді танкобон а. Окремим томом виходять глави разом з різними бонусами (листівки, додаткові історії), такий танкобон називається Loveless limited edition (яп. LOVELESS(ラブレス)限定 版).
Ліцензія манги в США з 2005-го належить видавництву Tokyopop, англійською мовою поки з'явилося 8-м томів.
 Том 1 
- ISBN 4-7580-5002-3 — 194 сторінки. Вийшов: серпень 2002
- ISBN 1-59816-221-7 — 200 сторінок.

 Том 2 
- ISBN 4-7580-5011-2 — 194 сторінки. Вийшов: 26 грудня 2002
- ISBN 1-59816-222-5 — 200 сторінок.

 Том 3 
- ISBN 4-7580-5034-1 — 194 сторінки. Вийшов: 25 червня 2003
- ISBN 1-59816-223-3 — 200 сторінок.

 Том 4 
- ISBN 4-7580-5077-5 — 194 сторінки. Вийшов: 25 червня 2004
- ISBN 1-59816-224-1 — 200 сторінок.

 Том 5 
- ISBN 4-7580-5120-8 — 194 сторінки. Вийшов: 25 лютого 2005
- ISBN 1-59816-225 -X — 192 строрінки.

 Том 6 
- ISBN 4-7580-5198-4 — 194 сторінки Вийшов: 24 грудня 2005
- ISBN 1-59816-864-9 — 200 сторінок.

 Том 7 
- ISBN 4-7580-5254-9 — 194 сторінки. Вийшов: 25 листопада 2006
- ISBN 1-4278-0457-5 — 200 сторінок.

 Том 8 
- ISBN 4-7580-5329-4. Вийшов: 25 лютого 2008
- ISBN 1-4278-1302-7.

 Том 9 
- ISBN 4-7580-5457-6. Вийшов: 25 листопада 2009

 Том 10 
- ISBN 4-7580-5600-5. Вийшов: 25 травня 2011

## Аніме
12-ти серійне аніме було зроблено на студії JCStaff і транслювалося в Японії з 6 квітня 2005 року по 29 червня 2005. У зв'язку з тим, що на той період вийшло тільки 4 танкобона манги, аніме-версія охоплює тільки події 1-4 томів і містить деякі зміни в сюжеті: зокрема, сильно змінений фінал.

## Музика
- Відкриваюча композиція — Tsuki no Curse (яп. 月 の 呪縛/Цуки але Ка: су), виконавець — Окіна Рейкі, композитор — Юкі Кадзіура.
- Закриваючі композиції:

* В 1-11 серіях — Michiyuki (яп. みちゆき/Мітіюкі), виконавець — Хікіта Каорі, композитор — Юкі Кадзіура.
* В 12 серії — Tsuki no Curse.